# August Kiuru
August Kiuru (ur. 12 lipca 1922 w Sakkoli, zm. 24 lutego 2009 w Hartoli) – fiński biegacz narciarski, dwukrotny medalista olimpijski oraz trzykrotny medalista mistrzostw świata.

## Kariera
Jego olimpijskim debiutem były igrzyska w Sankt Moritz w 1948 roku. Wspólnie z Laurim Silvennoinenem, Teuvo Laukkanenem i Sauli Rytkym wywalczył srebrny medal w sztafecie 4 × 10 km. Zajął także siódme miejsce w biegu na 18 km techniką klasyczną. Nie wystartował na igrzyskach olimpijskich w Oslo w 1952 r., ale wystąpił za to na igrzyskach olimpijskich w Cortina d’Ampezzo cztery lata później. Razem z Jormą Kortelainenem, Arvo Viitanenem i Veikko Hakulinenem ponownie wywalczył srebrny medal w sztafecie. Ponadto w biegu na 30 km stylem klasycznym zajął 21. miejsce.
W 1950 roku wystartował na mistrzostwach świata w Lake Placid. Finowie w składzie: Heikki Hasu, Viljo Vellonen, Paavo Lonkila i August Kiuru wywalczyli srebrny medal w sztafecie. Dla Kiuru był to już trzeci srebrny medal w tej konkurencji. Na tych samych mistrzostwach zajął także czwarte miejsce w biegu na 18 km, przegrywając walkę o brązowy medal z Arnljotem Nyaasem z Norwegii o zaledwie sekundę. Cztery lata później, podczas mistrzostw świata w Falun Kiuru, Tapio Mäkelä, Arvo Viitanen i Veikko Hakulinen zdobyli złoty medal w sztafecie. Indywidualnie wywalczył brązowy medal w biegu na 15 km, ulegając jedynie dwóm swoim rodakom: zwycięzcy Veikko Hakulinenowi oraz drugiemu na mecie Arvo Viitanenowi. Na kolejnych mistrzostwach już nie startował.
Kiuru trzy razy był indywidualnym mistrzem Finlandii, triumfując w biegu na 30 km w latach 1946, 1948 i 1950. W latach 1958–2005 był członkiem ekipy przygotowującej fińską kadrę do zawodów.

## Osiągnięcia

### Igrzyska olimpijskie
| Miejsce | Dzień       | Rok  | Miejscowość       | Konkurencja             | Czas biegu | Strata | Zwycięzca        |
| ------- | ----------- | ---- | ----------------- | ----------------------- | ---------- | ------ | ---------------- |
| 7.      | 31 stycznia | 1948 | Sankt Moritz      | 18 km stylem klasycznym | 1:13:50    | +4:35  | Martin Lundström |
| 2.      | 3 lutego    | 1948 | Sankt Moritz      | Sztafeta 4 × 10 km      | 2:32:08    | +8:58  | Szwecja          |
| 21.     | 27 stycznia | 1956 | Cortina d’Ampezzo | 30 km stylem klasycznym | 1:44:06    | +7:50  | Sixten Jernberg  |
| 2.      | 4 lutego    | 1956 | Cortina d’Ampezzo | Sztafeta 4 × 10 km      | 2:15:30    | +1:01  | ZSRR             |

### Mistrzostwa świata
| Miejsce | Dzień     | Rok  | Miejscowość | Konkurencja             | Czas biegu | Strata | Zwycięzca        |
| ------- | --------- | ---- | ----------- | ----------------------- | ---------- | ------ | ---------------- |
| 4.      | 3 lutego  | 1950 | Lake Placid | 18 km stylem klasycznym | 1:06:16    | +0:52  | Karl-Erik Åström |
| 2.      | 5 lutego  | 1950 | Lake Placid | Sztafeta 4 × 10 km      | 2:39:59    | +1:52  | Szwecja          |
| 3.      | 17 lutego | 1954 | Falun       | 15 km stylem klasycznym | 55:26      | +0:41  | Veikko Hakulinen |
| 1.      | 20 lutego | 1954 | Falun       | Sztafeta 4 × 10 km      | 2:16:47    | -      | -                |